# Batalha da Maria Antônia
A batalha da Maria Antônia foi um confronto entre estudantes da Faculdade de Filosofia, Ciências e Letras da Universidade de São Paulo (FFCL-USP) e da  Universidade Presbiteriana Mackenzie ocorrido em 2 de outubro de 1968. Na época, as duas instituições, localizadas na rua Maria Antônia, região central de São Paulo, eram vizinhas, e constantemente o local era  palco de passeatas e manifestações estudantis.

## História
O ano de 1968 foi um momento de forte resistência da classe estudantil, que era majoritariamente contrária à ditadura militar brasileira. Em 1964, houve uma divisão da classe média brasileira que, sob forte propaganda anticomunista e crise econômica, apoiou a deposição de João Goulart e passou a esperar por uma transição rápida para a democracia. Nos quatro anos seguintes, sem perspectiva de abertura e diante de uma política econômica recessiva e de sinais de violência por parte dos militares, a maior parte da classe média começou a se posicionar contra o regime militar. Seus filhos, mais de 200 mil estudantes universitários e centenas de milhares secundaristas, seguiam pelo mesmo caminho.
A universidade brasileira vivia uma crise de sentido na década de 60: não servia a quem queria mudanças na sociedade e nem ao capitalismo brasileiro, que vivia uma fase de modernização. Assim, a vanguarda do movimento estudantil que agitava a universidade com seus discursos (1965–1967) tinha agora ao seu lado a massa dos estudantes. Depois das grandes mobilizações de junho de 1968, como a "Sexta-Feira Sangrenta" e a Passeata dos Cem Mil no Rio de Janeiro, auge da resistência popular à ditadura militar, o movimento refluiu. As condições de luta no segundo semestre eram mais difíceis: muitos estudantes foram presos e a polícia se empenhava em acabar com as ocupações em universidades.
Pelo fato de abrigar a Faculdade de Filosofia da USP e a Universidade Mackenzie, a rua Maria Antônia, no centro da capital paulista, foi palco da luta entre estudantes de esquerda e de direita, no começo de outubro de 1968. Os estudantes se enfrentavam como podiam – pedras, paus e até bombas – e a polícia assistia a tudo sem intervir. Os estudantes de direita, ligados ao CCC, incendiaram o prédio da USP com coquetéis Molotov. Depois de dois dias de enfrentamento, um tiro vindo do prédio do Mackenzie feriu mortalmente o jovem secundarista José carlos Guimarães. Os estudantes da USP, com a camisa ensanguentada do estudante, tomaram as ruas de São Paulo e entraram em choque com a repressão. Ao final do conflito, a polícia invadiu os prédios da USP e do Mackenzie e prendeu dezenas de estudantes. Os estudantes se manifestavam com barricadas, pregos para os pneus dos carros da polícia e bolas de gude para derrubar a cavalaria. O jovem José Dirceu, entre outros, liderou a ocupação da Maria Antônia.

## O confronto

Prédio da FFCL após princípio de incêndio. É possível ver menções ao CCC nas paredes do edifício.

Desde meados de julho de 1968 o prédio da USP estava ocupado por estudantes que se reuniam constantemente em assembleias. No dia 3 de outubro, o tumulto começou por conta de um pedágio que os alunos da USP, situada no prédio onde antes funcionava a Junta Comercial de São Paulo, cobravam na rua Maria Antônia – o valor serviria para custear o congresso da União Nacional dos Estudantes. Irritado, um aluno da Universidade Mackenzie atirou um ovo podre contra os cobradores do pedágio, o que levou os estudantes da Universidade de São Paulo a revidarem com pedras e tijolos. Alguns mackenzistas e uspianos acabaram se enfrentando com rojões, foguetes, coquetéis Molotov e tiros.
Segundo a revista O Cruzeiro, de 9 de novembro de 1968, estiveram presentes no conflito da rua Maria Antônia Boris Casoy (jornalista e âncora da RedeTV!), João Marcos Monteiro Flaquer, João Parisi Filho, Raul Careca e Souvenir Assumpção Sobrinho.
Durante o confronto, o estudante secundarista José Carlos Guimarães, de 20 anos, que estudava no Colégio Marina Cintra da Rua da Consolação, foi atingido na cabeça por um tiro vindo da Mackenzie e acabou morrendo. Estudantes de outras escolas, como os do Colégio Sion, também se encontravam na região – dentre eles estava a filha do governador Abreu Sodré. O confronto se seguiu até que o prédio da USP foi incendiado. O acontecimento influenciou a transferência dos cursos da USP do campus da rua Maria Antônia para o campus Armando de Salles Oliveira, no bairro do Butantã, cuja obra já estava em andamento. A mudança para a Cidade Universitária desagregou o núcleo do movimento estudantil e também desestabilizou o local que recebia outros movimentos combatentes da ditadura militar. Esse conflito foi inclusive um dos pretextos para que o governo endurecesse o regime, promulgando o mais rígido do período de recessão: o Ato Institucional número 5.
Devolvido à USP em 1993, o antigo prédio passou a abrigar o espaço cultural Centro Universitário Maria Antônia, que é dedicado a discussões e a novas experiências em cultura, arte e direitos humanos. A Universidade Mackenzie mantém seu campus no mesmo local. Segundo o Grupo Tortura Nunca Mais, o estudante do Colégio Marina Cintra, José Carlos Guimarães, morto durante o confronto, foi assassinado por Osni Ricardo, membro do CCC e informante da polícia.
A Batalha da Maria Antônia inspirou o delegado aposentado Marcos Gama a escrever o romance Vila Buarque: O Caldo da Regressão, lançado pela editora Alameda em 2017.

## Relatos
De acordo com o professor Antonio Candido de Mello e Souza, o acontecimento fez a faculdade passar de uma atitude neutra e contemplativa, para um viés de movimento organizado, preocupado com os problemas sociais daquele período. Nos anos 1960, a faculdade já estava iniciando um debate político sobre questões nacionais, pois os fundadores professores estrangeiros já haviam ido embora e o corpo docente começou a obter maioria absoluta de brasileiros. A rua Maria Antônia tornou-se um local de mentalidade renovada, e por este motivo, a partir do golpe militar de 1964, a faculdade foi invadida, depredada, seus professores e estudantes foram detidos, houve muita repressão e intimidação.

## Suposta dicotomia
Apesar de alguns dos membros do CCC serem estudantes do Mackenzie, a filosofia de extrema-direita e pró-ditadura militar não eram um consenso dentro da Universidade, conforme se posicionou o Centro Acadêmico João Mendes Júnior, dos estudantes de Direito da Universidade Presbiteriana Mackenzie, em 31 de março, pelo Facebook: 
"Há uma história muito bem contada no livro “Maria Antônia: a história de uma guerra”, de Gilberto Amendola, sobre a instalação de uma urna para votação para a União Estadual dos Estudantes dentro do Mackenzie, o que causou 16 estudantes trancados dentro de uma sala para proteger a urna, policiais no pátio e gente sendo levada ao DOPS.
Durante a 'Guerra da Maria Antônia' A UNE e a UEE eram apoiadas por algumas entidades estudantis, dentre elas o DCE e o Centro Acadêmico João Mendes Jr., na época presidido por Lauro Pacheco de Toledo Ferraz, o vice-presidente do DCE Jun Nakabayashi, o vice-presidente da UEE e também aluno de direito Américo Nicoletti e outras importantes lideranças da faculdade, como Renato Martinelli, Agostinho Fiordelisio, Décio Bar, José A. de Azevedo Marques, o Zé Al e Cid Barbosa Lima Sobrinho, dentre outros.
Muitos alunos membros do Mackenzie, principalmente os que faziam parte das entidades estudantis, como o Centro Acadêmico João Mendes Jr., passaram por momentos difíceis, no qual a censura prevalecia, quase todos os presidentes do CA na época da ditadura foram fichados pelo DOPS, destaca-se um membro, que foi sequestrado pela ditadura às vésperas da sua posse como presidente do CA.

Muitos são os membros do Centro Acadêmico João Mendes Jr. que lutaram pela liberdade em nome não só dos discentes da Faculdade de Direito, mas em nome de todos os mackenzistas, dentre eles, nossa homenagem fica a Aylton Adalberto Mortati, visto pela última vez no dia 4 de novembro de 1971, quando foi preso por agentes do DOI-CODI/SP, durante a operação de “estouro” do aparelho situado à Rua Cervantes n° 7, em São Paulo (SP), em circunstâncias ainda não totalmente esclarecidas. Ao longo dos anos de 1970 e 1971, Carmem Sobrinho, mãe de Aylton, viveu sob constante pressão e angústia. De acordo com seu relato: Minha vida e de minha família passou a ser de constante vigilância e provocação por parte de agentes de segurança, que estacionavam carros à frente de minha residência, subiam no telhado da casa, usavam o banheiro existente no fundo do quintal, revistavam compras de supermercado, censuravam o telefone, espancaram meus sobrinhos menores e, ao que pude deduzir, provocaram um início de incêndio em minha residência/pensionato. Os agentes que vigiavam minha residência e meus passos por duas vezes atentaram contra minha vida, jogando o carro em minha direção. Alguns presos políticos, como Paulo de Tarso Venceslau e José Carlos Gianini, relataram que Aylton foi morto nas dependências do DOI-CODI/SP, quando prestaram depoimento à Justiça Militar na época dos fatos".
Além disso, outro fato interessante é que o CCC foi organizado por estudantes da Faculdade de Direito da Universidade de São Paulo, especialmente João Marcos Monteiro Flaquer, em 1962, dentro de um partido acadêmico, conhecido como Partido do Kaos, segundo o depoimento de Paulo Azevedo Gonçalves dos Santos no livro Ensaios de Terrorismo de Gustavo Esteves Lopes. Assim, registros apontam que o CCC se instalou na Universidade Presbiteriana Mackenzie devido a localização da Universidade, na época, em frente à Faculdade de Filosofia, Letras e Ciências Humanas da USP. Os movimentos de esquerda também eram muito presentes na Universidade Mackenzie principalmente dentro de cursos ligados as artes como arquitetura, os alunos resistiram fortemente sofrendo diversos ataques. Um dos mais relevantes que possui diversos relatos em jornais da época foi a invasão do DAFAM (Diretório da Faculdade de  Arquitetura Mackenzie) pelo CCC, o espaço um porão onde os alunos se escondiam foi vandalizado e pichado com mensagens de ódio.